# Драган Тањга
Драган Тањга (Оћестово код Книна, 11. март 1943 – Баљци код Дрниша, 23. јун 1993) био је српски борац, пуковник СВК и начелник штаба далматинског корпуса.

## Биографија
Рођен је 11. марта 1943. године у Оћестову код Книна, од оца Обрада.
По завршетку средње школе уписује Војну академију копнене војске (ВА КоВ), гдје се током школовања опредијелио за смјер оклопно-механизоване јединице. Након завршетка војне академије, као официр ЈНА службује у неколико гарнизона. У чин мајора унапређен је 22. децембра 1979. године. Године 1984, као мајор, добио је Орден за војне заслуге са златним мачевима. У чин потпуковника унапређен је 22. децембра 1984. године.
Након избијања првих сукоба, добија прекоманду у Книн. Као искусан официр и патриота, прихвата прекоманду и одлази у свој родни крај. Након оснивања 7. сјевернодалматинског корпуса у јесен 1992. године, као пуковник преузима дужност првог начелника штаба овог корпуса. У тој јединици креће његов ратни пут, који га је водио на ратишта у сјеверној Далмацији. Учесник је сукоба на Миљевачком платоу, као и сукоба код Масленице.
Током сукоба код Масленице, преузима дужност команданта Оперативне групе 1 (ОГ-1). Ова оперативна група је створена 29. јануара 1993. од састава бенковачких бригада и артиљеријских јединица на том подручју. Био је оштар критичар ратног профитерства, национализма и односа политичара према држави и народу. Погинуо је од дејства противтенковске мине на планини Свилаји, у Баљцима код Дрниша, 23. јуна 1993. године, током обиласка положаја 75. моторизоване (дрнишке) бригаде.
Посвећена му је пјесма Оћестово, село најмилије, коју изводи крајишка група Јандрино јато.